# NGC 1851
NGC 1851 je kuglasti skup u zviježđu Golubu. 

## Vanjske poveznice
- SEDS: NGC 1851